# Daniela Rocca
Pour les articles homonymes, voir Rocca.
Daniela Rocca, née le 12 septembre 1937 à Acireale en Sicile et morte le 28 mai 1995 à Milo, est une actrice de cinéma et femme de lettres italienne.

## Biographie
À l’âge de seize ans, Daniela Rocca est élue « Miss Catane » en 1953. Après avoir participé à l’élection de Miss Italie, elle se rend à Rome et commence une carrière d’actrice. Un de ses premiers rôles est celui de Bettina Marchands de filles (1957) de Maurice Cloche. Elle devient ensuite la maîtresse du producteur Lionello Santi qui l'impose dans Caltiki, le monstre immortel (1959) de Riccardo Freda et Mario Bava, un des premiers films de science-fiction italien. En 1959, le metteur en scène Fernando Cerchio lui donne un rôle important dans le film Judith et Holopherne, premier d’une série de péplum auxquels elle participe pendant deux ans. Elle interprète également Caroline Bonaparte dans Austerlitz (1960) d’Abel Gance
Mais sa véritable percée professionnelle a lieu en 1961 avec Divorce à l'italienne de Pietro Germi où elle tient le rôle de l’épouse de Marcello Mastroianni. Pour la première fois, elle n'est pas choisie pour son physique mais pour ses qualités d'actrice : transformée par un maquillage qui la rend méconnaissable, elle réalise une grande performance qui la consacre comme vedette internationale et lui vaut une nomination comme meilleure actrice étrangère aux Bafta. C'est également sur le tournage du film que débute sa liaison amoureuse avec le réalisateur Pietro Germi, qui contribue à ébranler profondément son psychisme fragile. Perturbée par sa liaison avec Germi, à cause de laquelle elle fera plusieurs tentatives de suicide, Rocca décide de tourner un film, Il peso del corpo, dont elle veut être la réalisatrice, la productrice et l'actrice principale : un projet déconcertant qui la conduira à dilapider tous ses biens.
En 1962, elle est choisie par Gianni Puccini pour interpréter le rôle principal de L'Appartement du dernier étage, un film semi-autobiographique dans lequel les délires de la protagoniste, une jeune fille qui arrive de province à Rome, ainsi que certaines références subtiles mais claires, font écho à la vie privée de Rocca. En 1963, elle joue dans L'Ennui et sa diversion, l'érotisme de Damiano Damiani. En France, elle joue Geneviève dans Les Don Juan de la Côte d'Azur (1962) avec Martine Carol, Hélène Valoti dans Symphonie pour un massacre (1963) avec Jean Rochefort et le petit rôle de la manucure dans Le Corniaud (1965) avec Bourvil et Louis de Funès.
Après 1967, des troubles graves la contraignent à être suivie dans une maison de soins pour malades mentaux mettant fin à sa carrière. En 1977, Marco Bellocchio, réalisateur attiré par l'analyse des aspects pathologiques de la psyché, la rappelle pour jouer son propre rôle dans le film La macchina cinema tourné avec Silvano Agosti.
Pendant sa longue convalescence, Rocca écrit des poèmes, dont certains (Poeta sono, Una suora, È estate, Strade di Roma, Alla mia donna) ont été enregistrés sur disque par le chanteur Armando Stula (it), et des romans, dont Chiamatemi per le lune, qui sont presque introuvables. Selon le journaliste palermitain Franz Maria d'Asaro (it) dans son essai C'era una volta la Sicilia, publié par les Edizioni Thule en 1979, l'actrice aurait passé ses dernières années à Rome, travaillant dans un salon de coiffure pour femmes et enfants, Via Arduino 3, près de la Piazza Bologna.
Elle est décédée le 29 mai 1995, dans une maison de retraite de Milo, en raison de l'aggravation de son état de santé.

## Filmographie

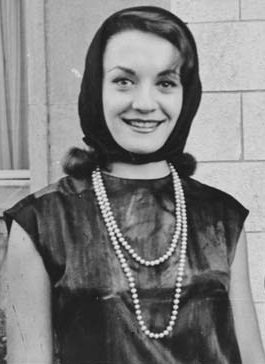
Daniela Rocca.

### Cinéma
- 1955 : Il padrone sono me de Franco Brusati : Nunziata
- 1957 : Marchands de filles de Maurice Cloche : Bettina
- 1959 : Judith et Holopherne (Giudetta e Oloferne) de Fernando Cerchio : Naomi
- 1959 : Non perdiamo la testa de Mario Mattoli : Violante
- 1959 : La Bataille de Marathon (La battaglia di Maratona) de Jacques Tourneur : Karis
- 1959 : Les Légions de Cléopâtre (Le legioni di Cleopatra) de Vittorio Cottafavi : Teyrè
- 1959 : Caltiki, le monstre immortel (Caltiki, il mostro immortale) de Riccardo Freda et Mario Bava : Linda
- 1960 : La Vengeance des Barbares (La vendetta dei barbari) de Giuseppe Vari : Galla Placidia
- 1960 : Austerlitz d'Abel Gance : Caroline Bonaparte
- 1960 : Esther et le Roi (Esther and the King) de Raoul Walsh et Mario Bava : Reine Vashti
- 1961 : I masnadieri de Mario Bonnard : Alba
- 1961 : Divorce à l'italienne (Divorzio all'italiana) de Pietro Germi : Rosalia Cefalu
- 1962 : L'Arsenal de la peur (La citta prigionera) de Joseph Anthony : Doushka
- 1962 : Les Don Juan de la Côte d'Azur (I Dongiovanni della Costa Azzurra) de Vittorio Sala : Assuntina Greco
- 1962 : Peccati d'estate de Giorgio Bianchi : Teresa
- 1963 : L'Appartement du dernier étage (L'attico) de Gianni Puccini : Silvana d'Angelo
- 1963 : Symphonie pour un massacre de Jacques Deray : Hélène Valoti
- 1963 : L'Ennui et sa diversion, l'érotisme (La noia) de Damiano Damiani : Rita
- 1964 : Et vint le jour de la vengeance (Behold the Pale Horse) de Fred Zinnemann : Rosana
- 1967 : Assicurasi vergine de Giorgio Bianchi : Carmela
- 1970 : Un giorno, una vita d'Albino Principe : Olga

## Publications
- (it) Chiamatemi per le lune, Roma, Edizioni Don Chisciotte, 1978